# Irv Williams
Irvin Williams, conocido artísticamente como Irv Williams (Saint Paul (Minesota), 17 de agosto de 1919-14 de diciembre de 2019) fue un saxofonista y compositor de jazz estadounidense. A lo largo de sus ocho décadas de carrera, Williams se centró en el Great American Songbook y en el saxo tenor como vehículo solista.

## Biografía
Su primer instrumento fue el violín antes de cambiar al clarinete y luego al saxo tenor. En 1942 Williams se trasladó a Saint Paul (Minesota). Al principio de su carrera, tocó en bandas detrás de Ella Fitzgerald, Fletcher Henderson, Mary Lou Williams y Billy Eckstine en lugares como el Apollo Theater de Nueva York o el Howard Theater de la capital estadounidense. Tras regresar del servicio en la Armada de Estados Unidos durante la Segunda Guerra Mundial, rechazó las invitaciones para ir de gira con Duke Ellington, Count Basie o Louis Armstrong, y optó por quedarse y formar parte de la historia de Minneapolis-Saint Paul (Twin Cities). Mientras daba clases en varias escuelas públicas de St. Paul, tocó con Reginald Buckner. En las Twin Cities, Williams tocó en todos los locales de jazz, pasados y presentes, incluido el antiguo Flame Bar, donde a menudo se codeaba con estrellas como Sarah Vaughan, Dizzy Gillespie y Johnny Hodges.
Desde que cumplió 84 años, Williams lanzó varios álbumes: That's All (2004), Dedicated to You (2005), seguido de uno de sus más aclamados, Duo (2006) junto con su compañero de piano Peter Schimke, y Finality (2008). En 2011, Williams grabó Duke's Mixture, un quinteto con Peter Schimke, Steve Blons, Billy Peterson y Jay Epstein; la lista incluye cinco composiciones originales de Williams y su debut vocal en Until the Real Thing Comes Along, junto con dos estándares de Irving Berlin y un par de temas de blues. En su 99 cumpleaños tocó por última vez en público en el  Dakota jazz club de Mineápolis.
Irv Williams falleció en St. Paul el 14 de diciembre de 2019.

## Discografía
- Keep the Music Playing (1994)
- Peace, with Strings (1996)
- STOP Look and Listen (2000)
- Encore (2001)
- That’s All (2004)
- Dedicated To You CD (2005)
- Duo - Irv Williams y Peter Schimke (2006)
- Finality (2008)
- Duke’s Mixture (2011)
- Then Was Then, Now Is Now (2014)
- innacle - Irv Williams Trio (2015)[5]

## Documentales
- 2012 – Presentado en Arts and the Mind, un documental de la Public Broadcasting Service (PBS)[6]
- 2012 – The Funkytown Movie, documental musical de Megabien Entertainment.[7]